# Ahlberg & Ohlsson

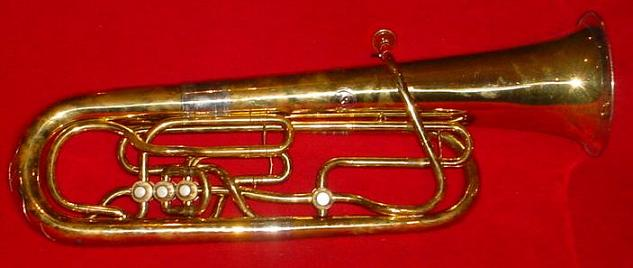
Svensk F-tuba fabrikat Ahlberg & Ohlsson tillverkad ca 1890.

Ahlberg & Ohlsson  var ett svenskt företag som tillverkade bleckblåsinstrument. Företaget fanns mellan  1850 och 1959.

## Historia
Företagets grundare, Olof Ahlberg (1825–1854) och Lars Ohlsson (1825–1893), hade varit anställda hos instrumentmakaren Jacob Valentin Wahl (1801–1887) i Landskrona fram till 1850. Då de avlagt gesällprov vandrade de till Stockholm där de startade sin egen verksamhet.
I sin glans dagar försåg firman svenska och norska orkestrar med mässingsinstrument och hade en betydande marknadsandel. Regementesmusikkårerna var de mest betydande kunderna i volym räknat, men man sålde också till privatpersoner, bruksmusikkårer, Kungliga Musikaliska Akademien samt yrkesorkestrar som Hovkapellet. En del instrument gick på export till Finland och till och med Turkiet. 
Instrument av gammaldags ”svensk typ” sjönk sakta i popularitet under 1900-talet, och i och med försvarsmusikens omorganisation på 1950-talet började de betraktas som helt utdaterade. Musikkårerna skulle nu utrustas med modern instrumentering: tenorhorn och ventilbasuner ersattes med eufonium och dragbasun, och de svenska kornetterna ersattes med ”franska”  cornét à pistons och trumpeter. Ahlberg och Ohlsson hade sådana instrument i sitt sortiment, men lyckades inte konkurrera med de utländska firmorna i pris och kvalitet, varför deras försäljning sjönk drastiskt.

### Direktörer
- Lars Ohlsson
- 1893–1909: Alexis Ohlsson
- 1909–1924: Ernst Willners
- 1925–1932: Alexis Ohlsson
- 1932– ? :Simon Cederlind (Slutade senast 1946)
- ? –1954 : Harry Ohlsson

## Instrumenten
De svenska kornetter, som Wahl hade varit först med att bygga, och som blev legio i svenska musikkårer, utmärks av ett klockstycke med stor konicitet och litet klockbrätte. Taxonomiskt placeras de bland bygelhornen, tillsammans med bl.a. moderna flygelhorn, men benämningen flygelhorn har historiskt aldrig använts i Sverige förutom om instrument av utländsk modell.

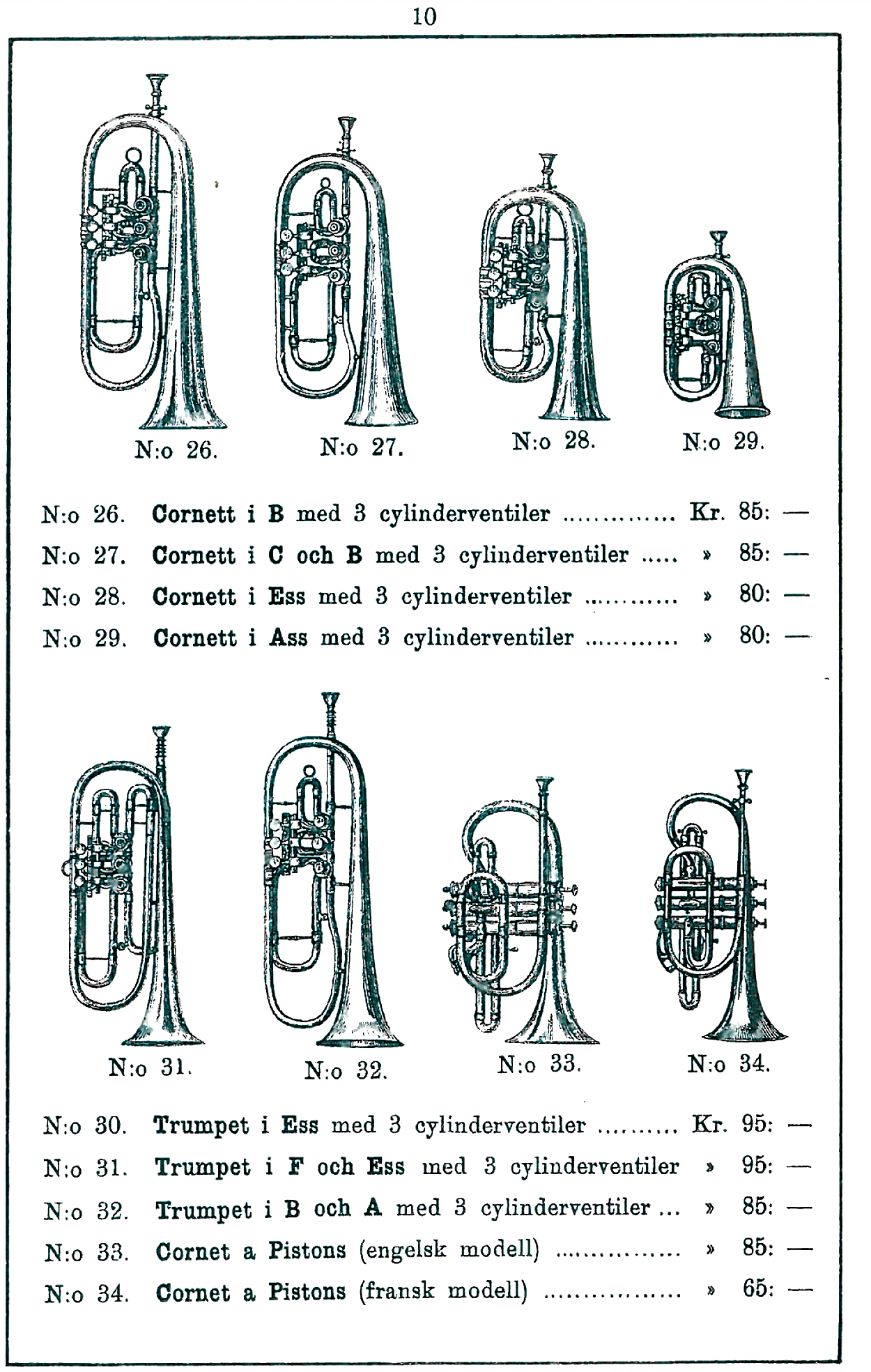
Utdrag ur 1893 års priskurant från Ahlberg & Ohlsson. Den övre radens svenska kornetter skiljer sig markant från den nedre radens trumpeter och Cornet á Pistons.

Denna utformning ger kornetterna en särpräglad klang, med mindre övertoner än moderna kornetter eller trumpeter. Tillsammans med ventilbasunerna som melodiinstrument och de relativt ljudsvaga F-tuborna har Ahlberg & Ohlssons ess- och b-kornetter i stor utsträckning format den klang som var karaktäristisk för gamla svenska blåsorkestrar, som spelade med s.k. "gammal svensk besättning".
Enligt brev från Harry Ohlsson, Lars Ohlssons sonson, använde firmans grundare nordtyska (d.v.s. preussiska) instrument som förebilder för sina egna modeller. I synnerhet nämns de instrument som konstruerats av August Heiser i Potsdam.
Ahlberg & Ohlsson blev dessa preussiska modeller trogna fram tills verksamheten lades ned. Produktionen präglades av en brist på innovation. Man fortsatte att förfina de modeller som byggts redan i 1800-talets mitt, ända fram till 1950-talet. Ett antal nya modeller kom dock till runt sekelskiftet. Detta kan möjligen förklaras av att firman hade svårt att inom landet rekrytera instrumentkonstruktörer, dvs personer som kunde rita och beräkna helt nya modeller. Efter lärlingssystemets avskaffande i Sverige fanns inget formellt sätt att skaffa sig kunnande inom instrumentmakeri. Kunskaperna om hur instrumentens mensur skulle beräknas kan antas ha förts i arv mellan generationerna inom företaget, men någon införsel av kunskap om moderna metoder för mässingsinstrumentsbyggnad har åtminstone inte skett via rekrytering. 
Som exempel: I Europa hade man redan vid slutet av 1800-talet börjat ge cylinderventilerna en svagt konisk form. Detta förde det goda med sig, att man då ett instrument blev slitet och ventilerna blev otäta, kunde få dem täta igen genom att försiktigt svarva ned rotorn en smula i ena ändan. A&O fortsatte dock med helt cylindriska ventiler ända fram till firmans nedläggning, varför ett utslitet A&O-instrument blir kostsamt att åtgärda. Reparatören behöver då bygga på material på rotorn genom plätering för att få ventilen tät.

## Datering av instrument
Att datera A&O-instrument kan göras efter tillverkningsnummer, för de instrument som har sådant. För äldre instrument (byggda före ca 1899) saknas i allmänhet tillverkningsnummer. En ungefärlig datering kan då göras baserat på utförandet av dekorationerna på instrumentet och dess övriga utformning. 
- Instrument utan stämdrag är från mycket tidig tillverkning.
- Under 1800-talet utfördes gravyr i olika utformningar under olika perioder. Firmanamnet och diverse dekorationer.[7]
- 1865 och framåt förekom det att firmanamnet stämplades in i stället för att graveras. Märket lyder "Ahlberg & Ohlsson Stockholm". Både stämplat och graverat firmanamn förekom parallellt.[7]
- 1899 och framåt fick stämpeln en ny utformning. Det ingick även ett kungligt vapen (krona) och texten "Etabl. 1850 Kungl. Hofleverantör".[7]
- Instrument med "Kungl. Hofleverantör" har nästan undantagslöst även ett tillverkningsnummer. Detta återfinns på instrument med cylinderventiler på undersidan av det stag som mekaniken är monterad på. På instrument med pumpventiler (oftast bastubor) kan det vara instämplat i något av ventilhusen.